# Bijeneter
De (Europese) bijeneter (Merops apiaster) is een vogel uit de familie van de bijeneters (Meropidae). De wetenschappelijke naam van de soort werd in 1758 gepubliceerd door Carl Linnaeus. Hij baseerde zich daarbij op eerdere beschrijvingen en afbeeldingen door Pierre Belon, Conrad Gesner, Ulisse Aldrovandi, Francis Willughby en John Ray.

## Kenmerken
De vogel is 28 cm lang (inclusief verlengde staartveren 30,5 cm) en weegt 44 tot 78 gram.
Hij is herkenbaar door zijn exotische kleuren, blauwgroene staart, gele keel en donkere oogstreep. Het verenkleed is bij beide geslachten gelijk.

## Leefwijze
Bijeneters zijn insecteneters en behendige vliegers, die ook in vlucht insecten te grazen weten te nemen. De naam is duidelijk afkomstig van zijn voornaamste voedselbron. De aanwezigheid van grote insectenprooien als sprinkhanen, libellen, wespen en ook bijen is voor bijeneters een absolute voorwaarde. De bijeneter is immuun voor bijen- en wespensteken. Om steken te voorkomen weet hij ze van hun angels te ontdoen door deze tegen een tak af te wrijven. Hij leeft in groepsverband en broedt dan ook in kolonies in holen in wanden van oevers en bergen, soms ook in de grond.

## Voortplanting
Het nest wordt gemaakt in een gang onder de grond of aan het eind van een door de vogel zelf gegraven gang in een steile oever. Zo'n  tunnel is vaak meer dan een meter lang. De nestkamer aan het eind van de tunnel is hoger dan de gang zelf. Een legsel bestaat uit 4 tot 7, soms 10 eieren, die na een broedtijd van 22 tot 25 dagen uitkomen. Beide ouders zorgen voor het voeren van de jongen.

## Verspreiding en leefgebied
De bijeneter broedt in het zuidwesten van Europa, in Oost-Europa en Centraal-Europa, in Klein-Azië, Midden- en West-Azië en in Noordwest-Afrika. De grootste aantallen in Europa zijn te vinden in Portugal, Spanje en Bulgarije. Verder is er een broedende populatie in het zuidwesten van Zuid-Afrika die daar standvogel is.
Bijeneters overwinteren in Afrika. Broedvogels van het Iberisch Schiereiland, Frankrijk en Noordwest-Afrika overwinteren in West-Afrika, ten noorden van de evenaar. De vogels die veel oostelijker broeden, trekken 's winters via Cyprus of via het Arabisch schiereiland naar zuidelijker delen in Afrika.
Het leefgebied in Europa bestaat uit half open agrarisch landschap, brede rivierdalen, begraasd gebied met her en der bomen. Voorwaarden voor het broeden zijn de aanwezigheid van steilwanden aan water - rivieren, plassen en meren - waar ze een nesttunnel uitgraven in een steile wand. In de overwinteringsgebieden komt de vogel voor in savannegebied.

### Voorkomen in West-Europa
De bijeneter komt weinig voor in Noordwest-Europa. Door het versterkte broeikaseffect is de vogel sinds de jaren 1990 vaker dan daarvoor in de Benelux te zien. In Nederland leidde dat tot de wijziging van zijn status van dwaalgast tot incidentele broedvogel. Tussen 1964 en 2011 waren er in Nederland in 11 verschillende jaren broedgevallen van bijeneters, de meeste (9) na het jaar 2000. Het ging om in totaal 35 nesten, waarvan 30 nesten na 2000.
In de jaren 2010-2020 heeft de bijeneter jaarlijks in zeer klein aantal gebroed in Nederland, met name in Zuid-Limburg. Daarmee is de bijeneter een vaste broedvogel in Nederland geworden.
Ook in Vlaanderen zijn sporadisch broedgevallen van bijeneters waargenomen.

## Status
De bijeneter heeft een groot verspreidingsgebied en daardoor is de kans op de status kwetsbaar (voor uitsterven) gering. De grootte van de populatie werd in 2015 ruw geschat op 14 tot 26 miljoen volwassen individuen en de trend van dit aantal is stabiel. Daarom staat de bijeneter als niet bedreigd op de Rode Lijst van de IUCN.

## Afbeeldingen

Twee bijeneters, het vrouwtje vooraan wacht tot zij het voer aangereikt krijgt van het mannetje
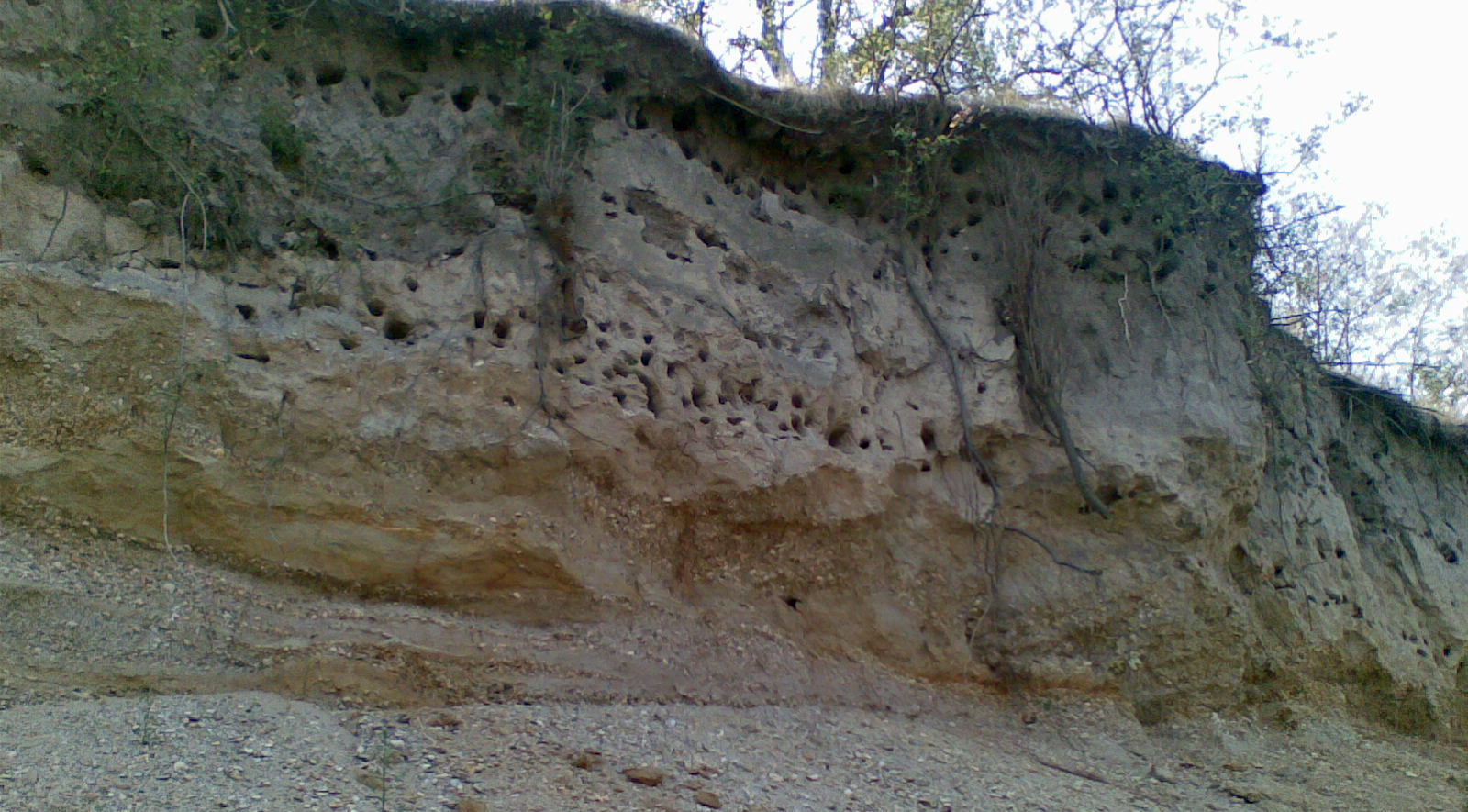
Een kolonie in de favoriete nestlocatie: een steile oever

## Video
- Foeragerende bijeneters op Texel